# Broery Marantika
Broery Marantika lub Broery, właśc. Broery Pesulima (ur. 25 czerwca 1948 w Ambon, zm. 7 kwietnia 2000 w Dżakarcie) – indonezyjski piosenkarz i aktor.
W 1974 roku wygrał Narodowy Festiwal Piosenki Popularnej. Reprezentował Indonezję na Światowym Festiwalu Piosenki Popularnej w Tokio.

## Życiorys
Urodził się 25 czerwca 1948 r. w Ambon jako Simon Dominggus Pesulima. Zainteresowanie śpiewem przejawiał od najmłodszych lat. W młodym wieku dołączył do chóru kościelnego i brał udział w miejscowych konkursach wokalnych. Na początku lat 60. zajął pierwsze miejsce w konkursie muzycznym organizowanym przez Radio Republik Indonesia Ambon. Następnie wyjechał do Dżakarty, aby rozpocząć karierę zawodową jako piosenkarz. Swoje imię i nazwisko zmienił na Broery Marantika, kierując się tożsamością rodziny matki.
Początkowo popularność zdobył jako wokalista zespołu The Pro’s. Po opuszczeniu formacji rozpoczął karierę solową, co pozwoliło mu odnieść kolejne sukcesy. W 1969 roku nagrał utwór „Angin Malam”, który stał się jego pierwszym przebojem. W trakcie swojej kariery wylansował także takie utwory jak: „Widuri”, „Mengapa Harus Jumpa”, „Aku Jatuh Cinta”, „Biarkan Bulan Bicara”.

## Dyskografia
- Mengapa Harus Bertengkar
- Mini Album
- Lagenda Hit 45 Lagu Hit Kenangan Abadi Broery Marantika
- Mana Mungkin
- 30 Years In Review
- Kumpulan Lagu
- Buka Mata Buka Hatimu
- Pop Keroncong, Vol. 2
- Biografi
- Broery Marantika, Vol. 3
- Biarlah Bulan Bicara
- Aku Jatuh Cinta
- 30 Years In Review, Vol. 2
- Pamit Selamat Tinggal
- Hati Yang Terluka
- Pop Keroncong
- Koleksi Lagu Lagu Terbaik
- Rindu Yang Terlarang
- 10 Lagu Terbaik

Źródło: .